# Marc Abrams
Marc Abrams (* 24. Dezember 1958 in New York City) ist ein US-amerikanischer Bassist (Kontrabass, E-Bass) des Modern Jazz.

## Leben und Wirken
Abrams erhielt ab dem siebten Lebensjahr Klavierunterricht. Bereits mit zehn Jahren wechselte er zum Kontrabass. Im Alter von zwölf Jahren hatte er erste öffentliche Auftritte in Musicalaufführungen und mit den Jugendorchestern der Region. Ein Jahr später spielte er in lokalen Bands E-Bass. Nach einer Ausbildung an der University of Massachusetts arbeitete er mit Musikern wie Kenny Clarke, Sal Nistico, Chet Baker, Gil Evans, Karl Berger, John Tchicai oder Steve Lacy und ließ sich in Italien nieder.
Er leitete ein eigenes Quartett mit Francesco Bearzatti und tourte international mit Dennis Charles, Benny Golson, Eddie Henderson, Luisa Longo, Mike Nock, Allan Praskin, Heinz von Hermann den Italian All Stars, Pietro Tonolo oder Massimo Urbani. Auch nahm er mit Johannes Enders, Tony Lakatos, Joe Nay, Oliver Kent und Sal Nistico auf. 
Abrams unterrichtet Kontrabass und E-Bass am Conservatorio di Musica Giuseppe Tartini in Triest und an der Thelonious Monk School in Venedig sowie Theorie und Jazz-Improvisation in Padua.